# Alan Schönfeld
Alan Rubén Schönfeld (Don Torcuato, Tigre, Buenos Aires, Argentina; 31 de mayo de 1993) es un futbolista argentino que juega de extremo derecho. Actualmente se encuentra en el Diriangén Fútbol Club, de la Liga Primera de Nicaragua.

## Trayectoria
Hizo las divisiones inferiores en el Club Atlético River Plate aunque nunca debutó en la Primera División de Argentina. Formó parte del plantel de Reserva. 
Luego de no ser tenido en cuenta por el entrenador Marcelo Gallardo en River Plate de cara al torneo 2015, fue cedido a préstamo por un año al Club Atlético Gimnasia de Jujuy de la Primera B Nacional, segunda división del fútbol argentino, sin cargo y sin opción de compra. Debutó como futbolista profesional el 7 de marzo de 2015 en el empate 0 a 0 frente a All Boys. Recibió 4 amarillas y no fue expulsado en los 28 partidos (26 como titular y 2 ingresando como suplente) que disputó en el Campeonato de la B Nacional 2015.
En enero de 2016 firma por 18 meses con el Club Atlético Nueva Chicago de la Primera B Nacional luego de rescindir su contrato con River Plate. Su primer partido en el club fue en la fecha 1 del Campeonato de Primera B Nacional 2016 en la victoria de su equipo 2 a 0 frente a Almagro. Fue expulsado en la tercera fecha en el empate 1 a 1 contra Atlético Paraná. Durante el campeonato semestral disputó 10 partidos de los 21 totales.
En 2017 firma contrato con Club Atlético Excursionistas en el cual permanece durante dos temporadas.
Para el año 2019 firma contrato con Real Pilar por un año.
En el año 2020 firmó un contrato con el Club Deportivo Morón.

## Estadísticas

### Clubes
Actualizado hasta su último partido disputado el 31 de julio de 2025.
| Club                             | Div.          | Temporada     | Liga  | Liga  | Liga   | Copas nacionales | Copas nacionales | Copas nacionales | Torneos internacionales | Torneos internacionales | Torneos internacionales | Total | Total | Total  |
| Club                             | Div.          | Temporada     | Part. | Goles | Asist. | Part.            | Goles            | Asist.           | Part.                   | Goles                   | Asist.                  | Part. | Goles | Asist. |
| -------------------------------- | ------------- | ------------- | ----- | ----- | ------ | ---------------- | ---------------- | ---------------- | ----------------------- | ----------------------- | ----------------------- | ----- | ----- | ------ |
| Gimnasia y Esgrima (J) Argentina | 2.ª           | 2015          | 27    | 0     | 0      | 1                | 0                | 0                | —                       | —                       | —                       | 28    | 0     | 0      |
| Gimnasia y Esgrima (J) Argentina | Total club    | Total club    | 27    | 0     | 0      | 1                | 0                | 0                | 0                       | 0                       | 0                       | 28    | 0     | 0      |
| C. A. Nueva Chicago Argentina    | 2.ª           | 2016          | 9     | 0     | 0      | —                | —                | —                | —                       | —                       | —                       | 9     | 0     | 0      |
| C. A. Nueva Chicago Argentina    | Total club    | Total club    | 9     | 0     | 0      | 0                | 0                | 0                | 0                       | 0                       | 0                       | 9     | 0     | 0      |
| C. A. Excursionistas Argentina   | 4.ª           | 2017-18       | 38    | 5     | 0      | —                | —                | —                | —                       | —                       | —                       | 38    | 5     | 0      |
| C. A. Excursionistas Argentina   | 4.ª           | 2018-19       | 28    | 9     | 1      | —                | —                | —                | —                       | —                       | —                       | 28    | 9     | 1      |
| C. A. Excursionistas Argentina   | Total club    | Total club    | 66    | 14    | 1      | 0                | 0                | 0                | 0                       | 0                       | 0                       | 66    | 14    | 1      |
| Real Pilar F. C. Argentina       | 4.ª           | 2019-20       | 24    | 2     | 4      | 1                | 1                | 0                | —                       | —                       | —                       | 25    | 3     | 4      |
| Real Pilar F. C. Argentina       | Total club    | Total club    | 24    | 2     | 4      | 1                | 1                | 0                | 0                       | 0                       | 0                       | 25    | 3     | 4      |
| Deportivo Morón Argentina        | 2.ª           | 2020          | 7     | 1     | 0      | —                | —                | —                | —                       | —                       | —                       | 7     | 1     | 0      |
| Deportivo Morón Argentina        | 2.ª           | 2021          | 33    | 1     | 4      | —                | —                | —                | —                       | —                       | —                       | 33    | 1     | 4      |
| Deportivo Morón Argentina        | 2.ª           | 2022          | 31    | 1     | 1      | 1                | 0                | 0                | —                       | —                       | —                       | 32    | 1     | 1      |
| Deportivo Morón Argentina        | Total club    | Total club    | 71    | 3     | 5      | 1                | 0                | 0                | 0                       | 0                       | 0                       | 72    | 3     | 5      |
| Club Almagro Argentina           | 2.ª           | 2023          | 30    | 1     | 5      | 3                | 0                | 1                | —                       | —                       | —                       | 33    | 1     | 6      |
| Club Almagro Argentina           | Total club    | Total club    | 30    | 1     | 5      | 3                | 0                | 1                | 0                       | 0                       | 0                       | 33    | 1     | 6      |
| Agropecuario Argentina           | 2.ª           | 2024          | 24    | 0     | 1      | —                | —                | —                | —                       | —                       | —                       | 24    | 0     | 1      |
| Agropecuario Argentina           | Total club    | Total club    | 24    | 0     | 1      | 0                | 0                | 0                | 0                       | 0                       | 0                       | 24    | 0     | 1      |
| Villa Dálmine Argentina          | 3.ª           | 2025          | 17    | 1     | 3      | —                | —                | —                | —                       | —                       | —                       | 17    | 1     | 3      |
| Villa Dálmine Argentina          | Total club    | Total club    | 17    | 1     | 3      | 0                | 0                | 0                | 0                       | 0                       | 0                       | 17    | 1     | 3      |
| Diriangén F. C. · Nicaragua      | 1.ª           | 2025-26       | 2     | 0     | 0      | —                | —                | —                | 1                       | 0                       | 0                       | 3     | 0     | 0      |
| Diriangén F. C. · Nicaragua      | Total club    | Total club    | 2     | 0     | 0      | 0                | 0                | 0                | 1                       | 0                       | 0                       | 3     | 0     | 0      |
| Total carrera                    | Total carrera | Total carrera | 270   | 21    | 19     | 6                | 1                | 1                | 1                       | 0                       | 0                       | 277   | 22    | 20     |
| 1. 2. 3.                         |               |               |       |       |        |                  |                  |                  |                         |                         |                         |       |       |        |